# Vartiosaari
Vartiosaari (suédois : Vårdö) est une île de la Mer Baltique qui forme un quartier dans le district de Laajasalo à Helsinki en Finlande.

## Description

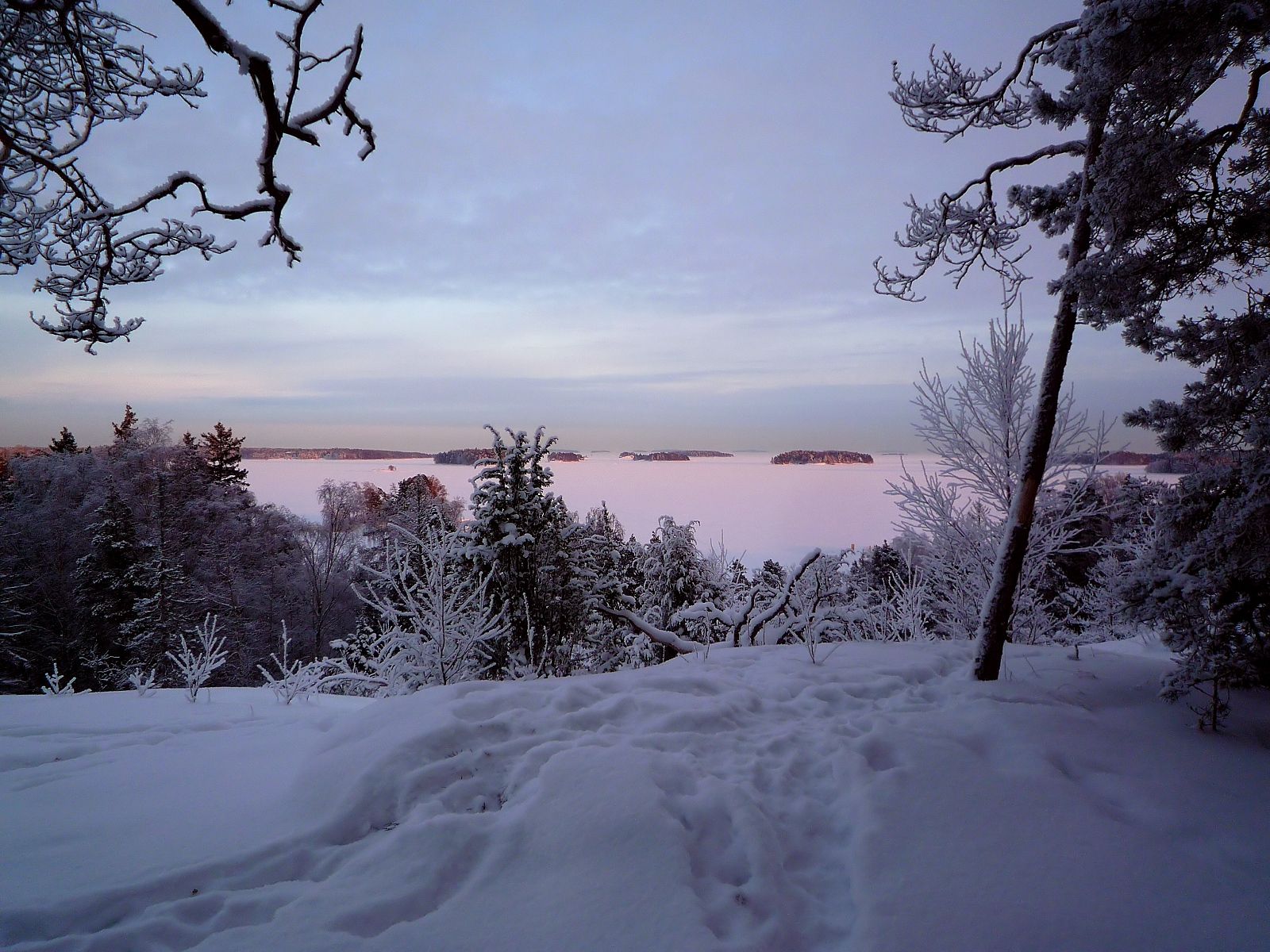
Vartiosaari en hiver.

Le quartier de Vartiosaari fait partie de l'archipel d'Helsinki. 
La zone est un véritable archipel dans la mesure où il n'y a ni pont ni route pour les voitures. La partie de la ville comprend non seulement Vartiosaari elle-même, mais également les petites îles situées au sud et au nord de celle-ci.
Du côté nord se trouvent Tervaluoto (en suédois : Tjärholmen) et Vasikkaluoto (Kalvholmen), et du côté sud se trouvent Paloluoto (Brändholmen ), Kotiluoto (Hemholmen), Läntinen Villaluoto (Västra Ullholmen), Pohjoinen Villaluoto (Norra Ullholmen ) et Itäinen Villaluoto (Östra Ullholmen).
Le quartier de Vartiosaari est situé au sud de Tammisalo, à l'est de Yliskylä, Laajasalo  et à l'ouest de Meri-Rastila. 
Elle est séparée de Tammisalo par le détroit Jatasalmi, de Laajasalo par le détroit Reposalmi et de Meri-Rastila par le détroit Ramsinsalmi.
Le quartier de Vartiosaari (en finnois : Vartiosaaren kaupunginosa) a une superficie de 1,01 km², il accueille 24 habitants (au 1er janvier 2010) et aucun emploi (au 31 décembre 2008).

## Transports maritime
Le service de navette par bateau Aurinkolautta opère d'Yliskylä à Vartiosaari du printemps jusqu'au mois de septembre.
Le voyage par le détroit Reposalmi ne prend que quelques minutes.
De plus, des navettes desservent l'île depuis Kalasatama, Herttoniemenranta et Vuosaari dans le cadre de la route de l'archipel oriental d'Helsinki.

## Galerie

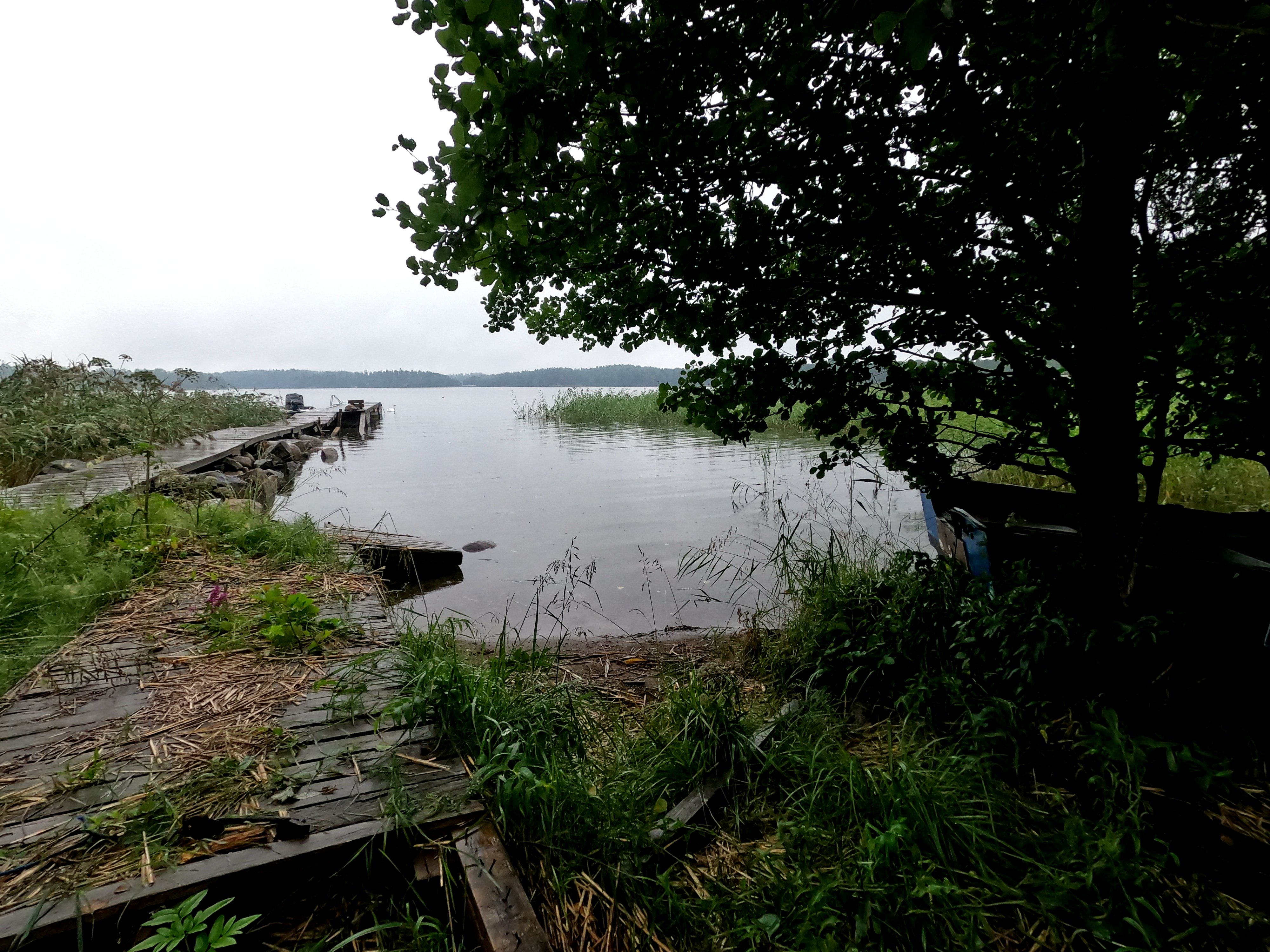
Rive sud de Vartiosaari.
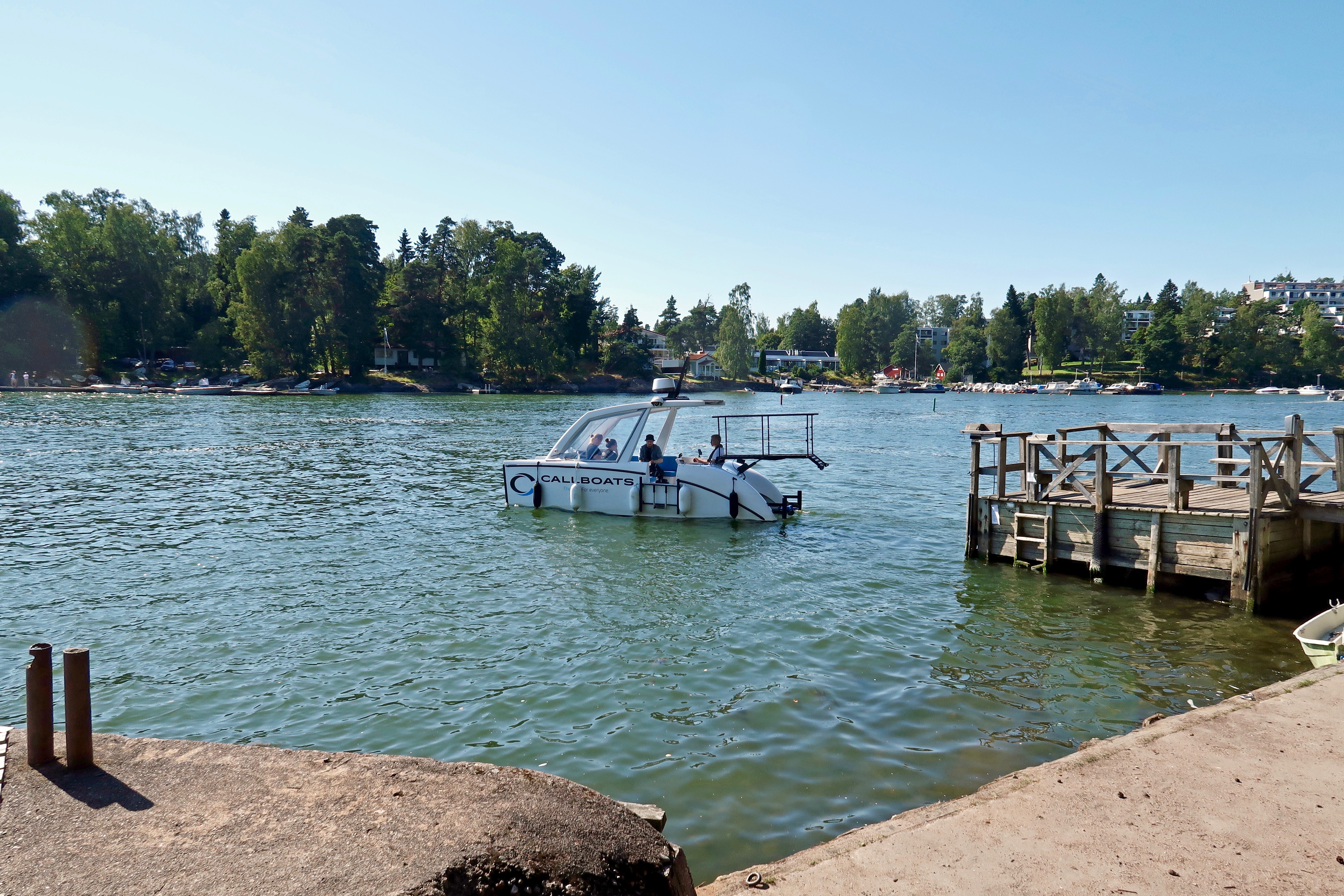
Navettes à Vartiosaari.
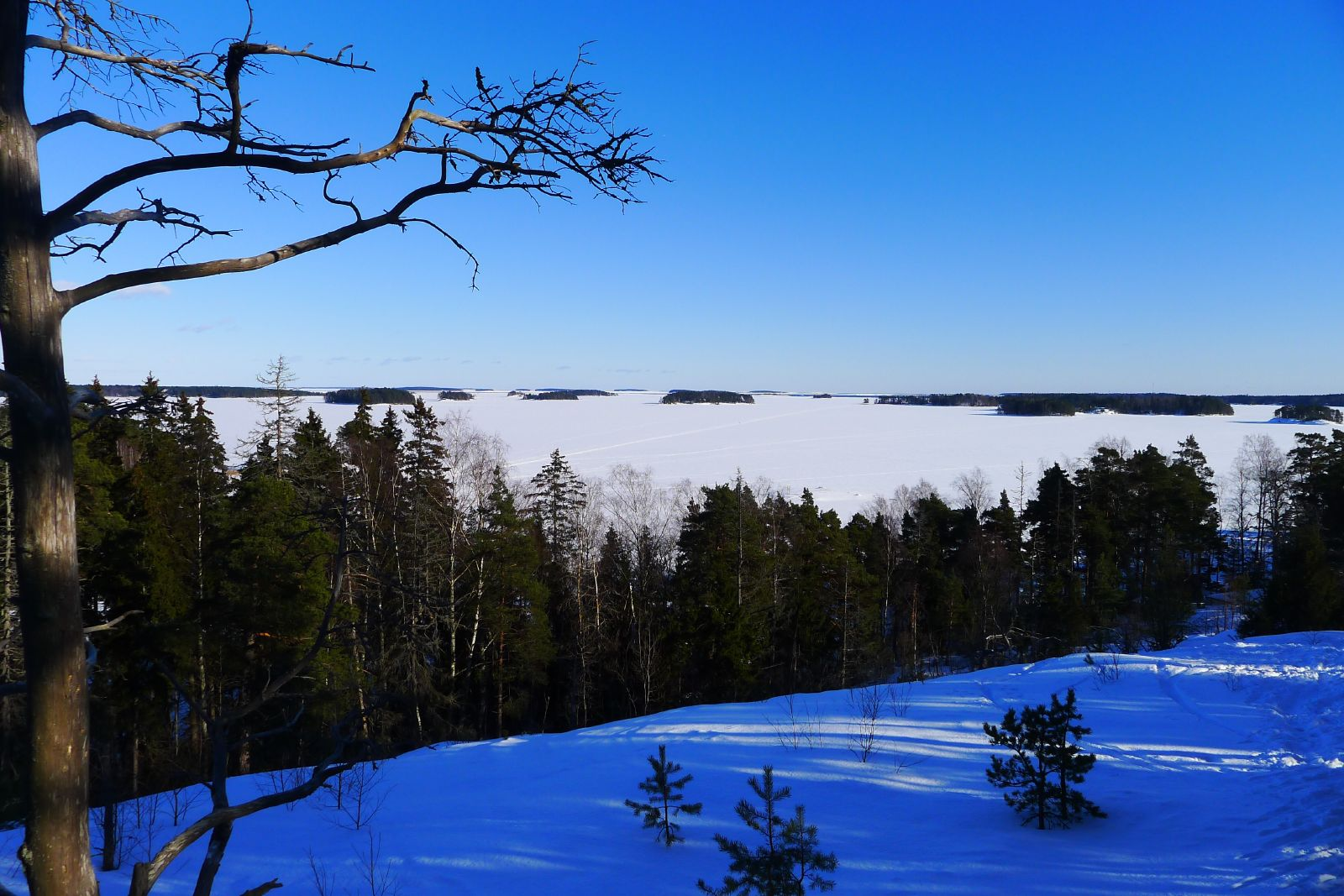
Mer gelée devant Vartiosaari.